# Panelák

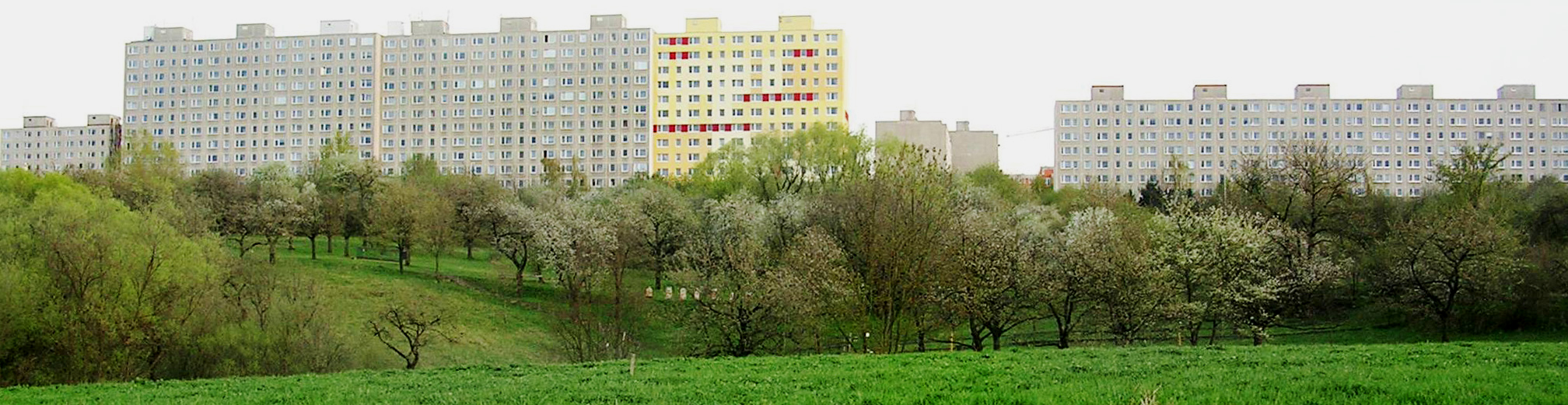
Praga-Hostivař. En la fotografía, el complejo de viviendas de Košík.

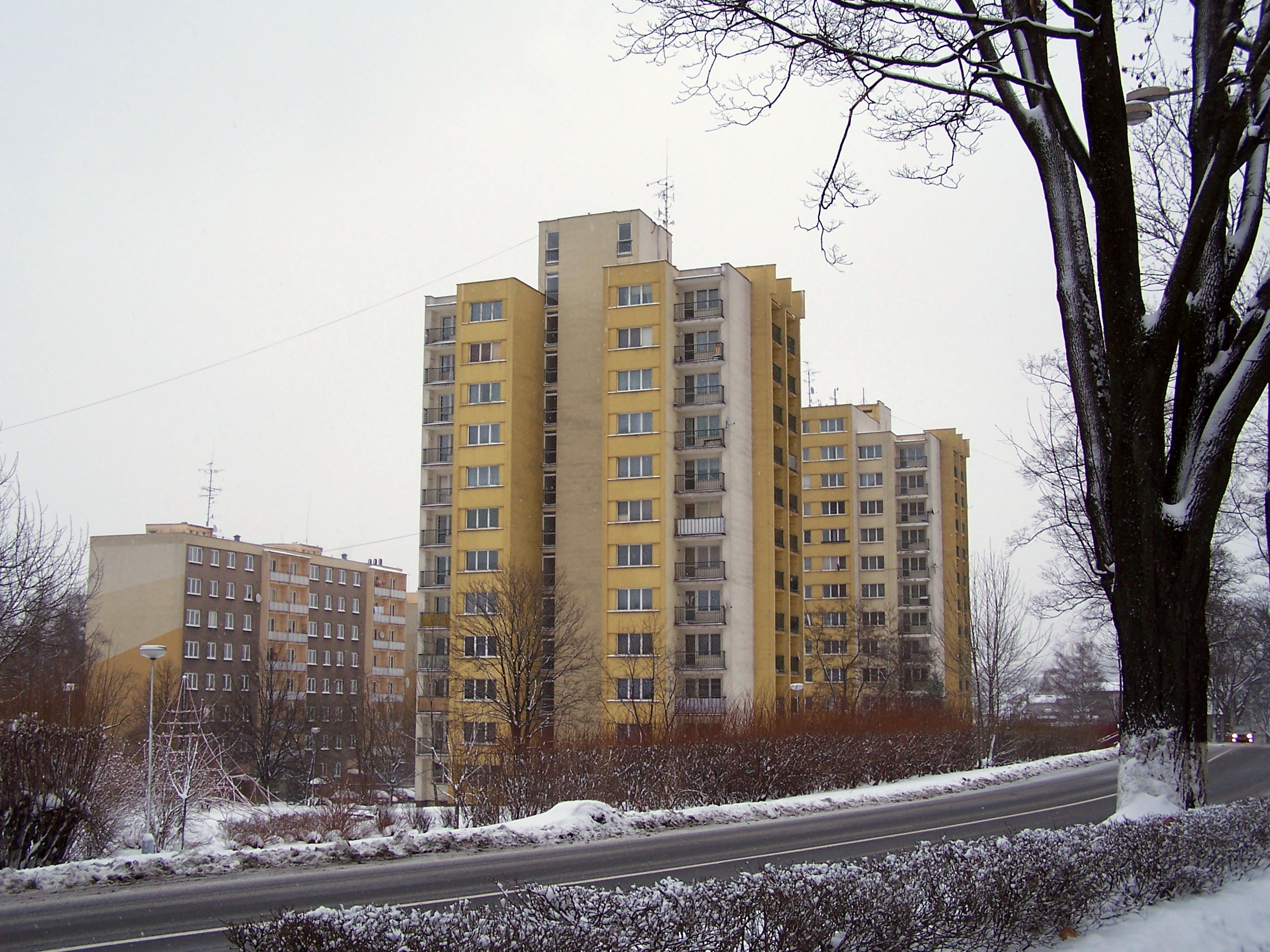
Bloques de apartamentos en Český Těšín (República Checa).

Panelák es el término coloquial con el que se designa a los bloques de pisos de gran altura en la República Checa y Eslovaquia, construidos con paneles prefabricados de hormigón. El nombre completo es panelový dom (en eslovaco) o panelový dům (en checo), que significa literalmente "casa de paneles". Su plural es paneláky, tanto en checo como en eslovaco. En la actualidad, estos edificios permanecen como una ostensible y muy visible reminiscencia de la época comunista.
Se han construido edificios similares en todos los países comunistas o ex-comunistas, desde la República Democrática Alemana a Mongolia. En la antigua RDA, reciben el nombre de plattenbau; en Bulgaria, los edificios parecidos a los paneláky se conocen coloquialmente como panelki; en Hungría se les llama panelház, y en Polonia, bloki ("bloques") o wielka płyta (gran panel).
Según datos de Eurostat de 2014, de entre los antiguos países comunistas de la Unión Europea, la mayoría de la población vive en este tipo de edificios en Letonia (65,1 %), Estonia (63,8 %), Lituania (58,4 %), la República Checa (52,8 %) y Eslovaquia (50,3 %). Sin embargo, no todos los habitantes de Europa orriental viven en bloques de pisos de la era comunista: muchos viven en edificios construidos después de la caída del comunismo y algunos, en edificios que sobrevivieron de la era anterior al comunismo.

## Historia

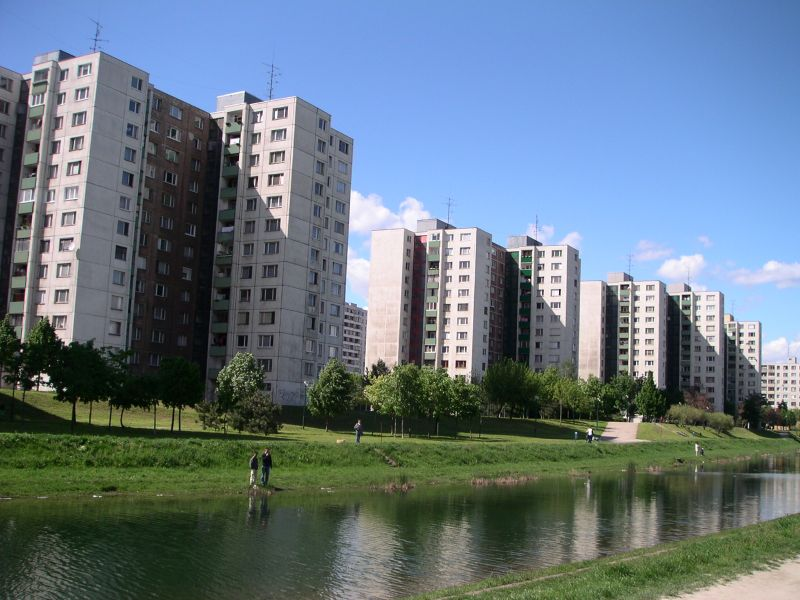
El barrio de Petržalka, en Bratislava (Eslovaquia).

El surgimiento de los paneláks se debe a dos factores principales: la escasez de vivienda de la posguerra y la ideología de los dirigentes de Checoslovaquia. Los urbanistas de la época comunista querían proporcionar grandes cantidades de viviendas asequibles, reduciendo a su vez los costes empleando diseños uniformes en todo el país. También trataron de fomentar una "naturaleza colectivista" en las personas. En caso de guerra, estas viviendas no serían tan susceptibles a los bombardeos como los apiñados edificios tradicionales.
Entre 1959 y 1995, se construyeron paneláks que albergaban 1,17 millones de apartamentos en lo que hoy es la República Checa. Alojan cerca de 3,5 millones de personas, es decir, alrededor de un tercio de la población del país.
En las grandes ciudades, la mayoría de paneláks se construyeron en grandes complejos residenciales, que hoy en día dominan la periferia de Praga, Bratislava y otras ciudades. El mayor complejo de paneláks en Praga es Jižní Město, con 200 edificios construidos desde la década de 1970.
La mayor concentración de paneláks en la antigua Checoslovaquia y Europa central se encuentra en Petržalka (con una población de alrededor de 130.000 personas), un barrio de Bratislava, la capital de Eslovaquia.
La ciudad de Most es conocida por tener un porcentaje predominante de personas que viven en paneláks (aproximadamente el 80%). El casco histórico de la ciudad fue demolido debido a la actividad minera, y los habitantes fueron trasladados a paneláks.

## Características

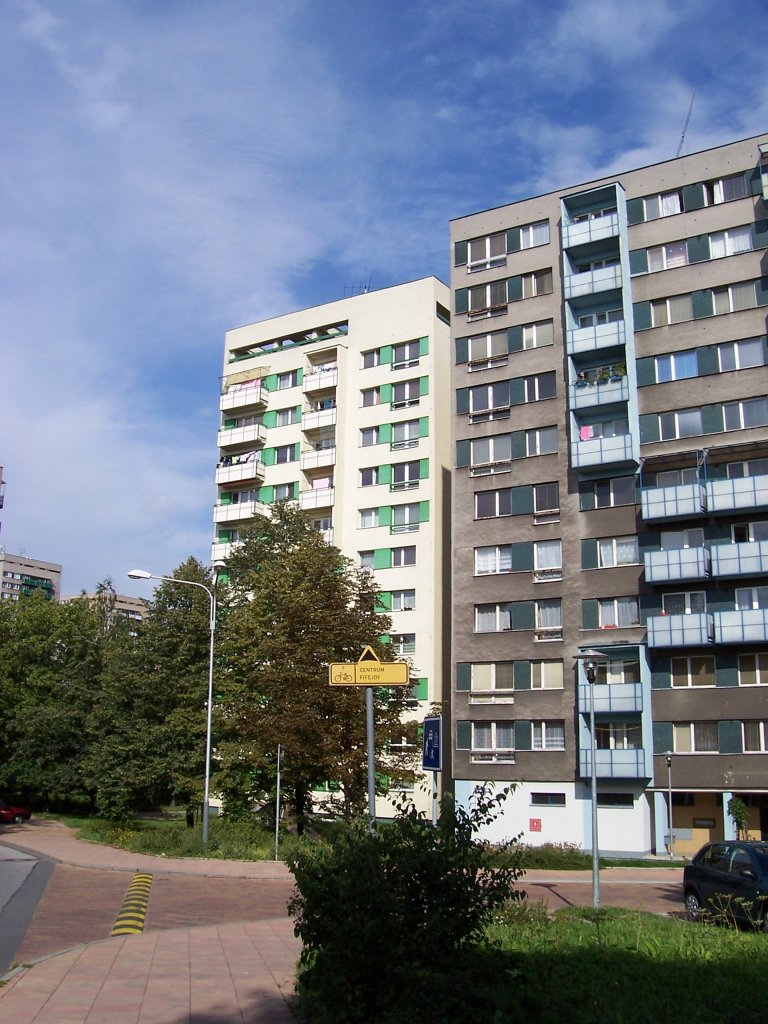
Bloques de paneláks en Mariánské Hory (Ostrava).

Comparados con los edificios de apartamentos de antes de la guerra, algunos paneláks pueden ser verdaderamente enormes. Algunos tienen más de 100 metros de largo, y otros más de 20 plantas. Algunos incluso tienen aberturas para que crucen coches y peatones, y así no tengan que rodear todo el edificio.
Los paneláks son el blanco de muchos chistes en Chequia y Eslovaquia. Muchas personas los critican por su pobre diseño, su apariencia aburrida y sus materiales y construcción de mala calidad. En 1990, Václav Havel, entonces presidente de Checoslovaquia, llamó a los paneláks "conejeras indignas". Suele decirse que los complejos de paneláks en su conjunto son meras comunidades-dormitorio con pocas comodidades y aún menos carácter.
No obstante, los paneláks no son odiados universalmente. Algunos complejos de paneláks fueron diseñados por arquitectos checos que buscaban continuar la tradición de la arquitectura moderna checa de la preguerra, en particular el funcionalismo.
Algunos complejos de viviendas cuentan con otras instalaciones, tales como centros comerciales, escuelas, bibliotecas, piscinas y cines. Además, en ocasiones los arquitectos han hecho un esfuerzo para hacer distintos los bloques, por ejemplo, mediante la mezcla de varios tipos de paneláks, o pintándolos de diferentes colores. Los complejos de viviendas bien diseñados también tienen ciertas ventajas para el medio ambiente. Al dejar espacios amplios entre los edificios, los urbanistas crearon grandes zonas verdes y parques, que no existían en muchos barrios checos de antes de la guerra. En algunos lugares, los paneláks supusieron una mejora de las condiciones sanitarias.

## Los paneláks hoy

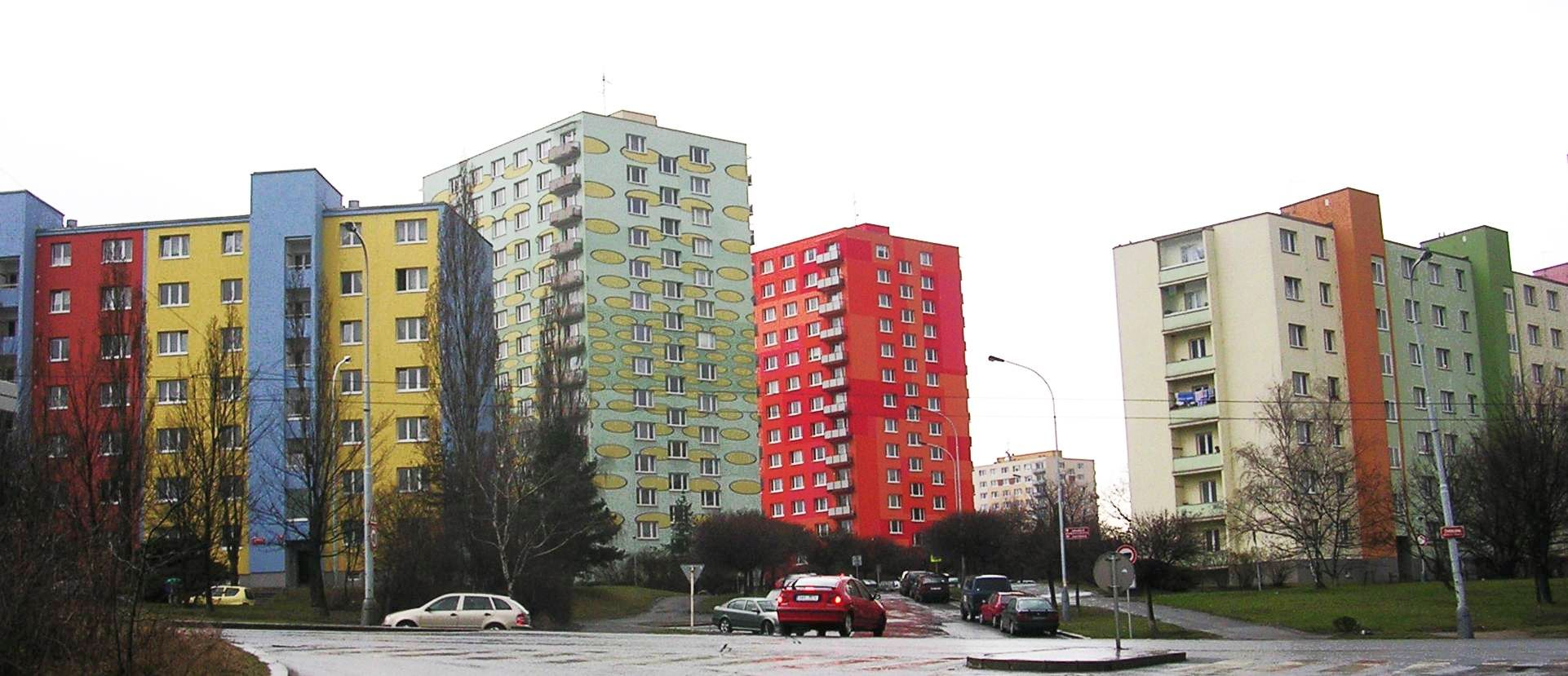
Praga-Záběhlice. En la fotografía, el complejo residencial de Zahradní Město-východ.

Hoy en día, los paneláks en los sigue habiendo una mezcla de clases sociales, pero es la clase media la que predomina (según el sociólogo Michal Illner, de la Academia de Ciencias de la República Checa).
Por tanto, hay muy pocos estigmas sociales asociados a vivir en un panelák. Muchos apartamentos están bien equipados en su interior, e incluso hay una revista, Panel Plus, dirigida a los millones de habitantes de paneláks.
Los complejos de paneláks, especialmente en las grandes ciudades, son los objetivos principales para las constructoras de redes de telecomunicaciones, ya que estas viviendas combinan una alta concentración de personas con un acceso fácil a espacios para cables. Los complejos de paneláks suelen ser los primeros barrios con acceso a televisión por cable, cobertura WiFi, servicio de cablemódem, DSL y otros servicios de telecomunicaciones.
La actitud de los habitantes de paneláks respecto a estos edificios es variada. Según Illner, "la gente se acostumbra a vivir en un panelák". Muchos pisos de paneláks son ahora propiedad de sus inquilinos y los edificios en su conjunto son gestionados por sindicatos de propietarios. Muchos edificios se han renovado, a menudo con el apoyo de los gobiernos locales. Algunas de las reformas que se han efectuado han sido la instalación de aislamiento térmico para aumentar la eficiencia energética y el pintado de las fachadas con colores vivos.

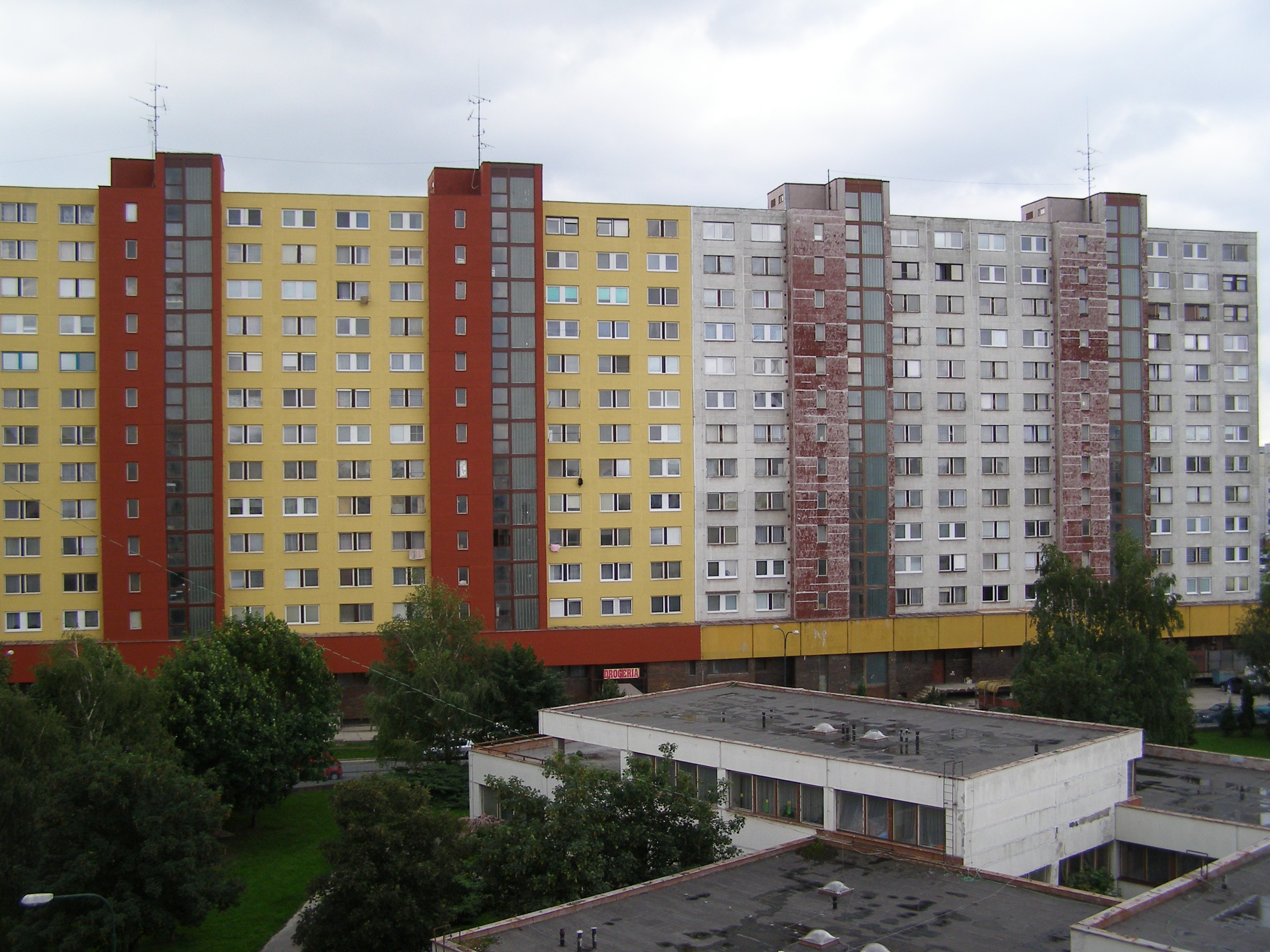
Vista del barrio de Petržalka, en Bratislava (Eslovaquia).

El coste de sustituir los paneláks a corto plazo estaría fuera de los medios con los que cuenta la República Checa o Eslovaquia. No obstante, el deterioro de muchos de ellos sigue siendo un grave problema que requiere la atención de las autoridades de ambos países.
Muchos sociólogos checos han expresado su preocupación por el desarrollo social de los complejos de paneláks. Los más peligrosos serían los que carecen de instalaciones que no sean "bloques para dormir" y con una mala conexión con los negocios y comercios. Ciertas personas temen que, con el crecimiento y la desregulación del mercado de la vivienda, la clase media huya a otros lugares, y los complejos de paneláks puedan convertirse en refugios para los pobres o guetos para los inmigrantes.
Algunas autoridades locales están realizando importantes esfuerzos para evitar este supuesto, por ejemplo, convirtiendo las comunidades dormitorio en barrios urbanos multifuncionales. Para ello, se han de construir las instalaciones de las que carecen, como centros comerciales y deportivos. Los gobiernos también pueden invertir en la mejora de las conexiones de transporte (es el caso de la línea de tranvía a Barrandov, en Praga).
El complejo residencial Chánov (en Most, República Checa) es un ejemplo de lo que los urbanistas tratan de evitar. En la década de los 90, los habitantes de clase media se marcharon debido a la afluencia de inmigrantes romaníes. Muchos de los nuevos inquilinos carecían de trabajo, dinero, educación y habilidades sociales necesarias para la vida en el medio urbano. Se les cortó el agua debido al impago de las facturas, los ascensores dejaron de funcionar y la basura se amontonaba. Una asociación público-privada está trabajando en la mejora de las condiciones de vida en este complejo.